# Сухой Пит
Сухо́й Пит — река в Северо-Енисейском и Мотыгинском районах Красноярского края России, левый приток Большого Пита. Длина реки — 156 км, площадь водосборного бассейна — 2050 км².
Исток реки находится на западных склонах Татарского хребта. В верховьях берега заболочены. Пересекает Сухопитский хребет. До впадения реки Огня течёт преимущественно в юго-западном направлении, образуя административную границу между Северо-Енисейским и Мотыгинским районами. Затем направление течения меняется на северо-западное. Протекает по незаселённой местности, поросшей берёзово-пихтовой тайгой. Впадает в Большой Пит слева в 119 км от его устья в районе зимовья Сухой Пит с пристанью. В нижнем течении ширина русла достигает 50 м при глубине 0,8 м, скорость течения — 0,6-0,7 м/с.
Наиболее значительные притоки: Огня (левый), Даугле (правый), Джиндыгла (правый).
| Средний расход воды (м³/с) реки Сухой Пит по месяцам с 1962 по 1993 гг. (замеры производились на гидрологическом посту База Сухой Пит) |

## Данные водного реестра
По данным государственного водного реестра России относится к Енисейскому бассейновому округу, речной бассейн реки — Енисей, речной подбассейн реки — Енисей между впадением Ангары и Подкаменной Тунгуски, водохозяйственный участок реки — Енисей от впадения реки Ангара до в/п села Ярцево.
Код объекта в государственном водном реестре — 17010400112116100027513.